# Kriegsverbrecherprozesse von Yokohama
Die Kriegsverbrecherprozesse von Yokohama waren Verhandlungen gegen Japaner, die im Pazifikkrieg Verbrechen gegen die Gebräuche des Krieges begangen hatten, ohne Kriegsverbrecher der Kategorie A zu sein.
Bei den Gerichten handelte es sich um Militärtribunale (military commission) nach US-amerikanischem Muster. Die „Regulations“ des Supreme Commander for the Allied Powers (SCAP) für Kriegsverbrecherprozesse vom 5. Dezember 1945 wurden angewandt. Durchgeführt wurden sie unter der Ägide der „Legal Section, Yokohama“ der 8. US-Armee (Kommandant: Gen.-Lt. Robert Eichelberger). Von den von der US-Armee in Asien insgesamt durchgeführten 474 Verhandlungen fanden die meisten, nämlich 319, in Yokohama statt.
Es war auch die Aufgabe der 8. Armee, sämtliche verurteilten japanischen Kriegsverbrecher zu inhaftieren. Diese wurden im Sugamo-Gefängnis von Tokio untergebracht.

## Organisation
Das Recht zur Einberufung der military commissions liegt beim Präsidenten der USA, der dieses Recht an SCAP delegierte. Bei den Richtern der Tribunale handelte es sich um Offiziere, die qualifiziert sein mussten, einem Kriegsgericht anzugehören, und von der 8. Armee ausgewählt wurden. Obwohl ein Mitglied speziell als „law member“ zu ernennen war, hatte in der Regel keiner der Richter eine juristische Ausbildung. Bedeutend war das Amt des „law member“ deshalb, weil dieser in juristischen Zweifelsfragen das letzte und unanfechtbare Wort hatte. Zwar waren die meisten Richter Amerikaner, die Tribunale selbst repräsentierten, durch SCAP, die Autorität sämtlicher Alliierter im fernen Osten. Insbesondere wenn Angehörige anderer Nationen Opfer waren, wurden Offiziere aus diesen Staaten ins Tribunal aufgenommen.
Die Tribunale hatten normalerweise sieben, mindestens jedoch drei Mitglieder. Die Urteile solcher Tribunale mussten nicht begründet werden, es ist daher aus den Akten oft nicht ersichtlich, weshalb ein bestimmtes Urteil in der jeweiligen Form gesprochen wurde. Die normalerweise strengen Beweiswürdigungsgrundsätze des angelsächsischen Rechtssystems wurden nicht angewandt.
Die Anklage wurde vertreten durch einen „judge advocate“ amerikanischen Musters, der – anders als sein britischer Kollege, der ein neutraler Berater der Militärrichter ist – als Staatsanwalt fungiert. Von militärischen Einheiten im Kommandobereich wurden Beweise gesammelt, die dann von qualifiziertem juristischem Personal ausgewertet und zu Anklagen aufbereitet wurden. Eine der Vorgaben war, überhaupt nur „wasserdichte“ Anklagen zur Verhandlung zu bringen. Zur Anklage kamen die verschiedensten Verbrechen – von der missbräuchlichen Verwendung von Rot-Kreuz-Päckchen bis zu den brutalsten Mordtaten.
Verhandelt wurde gegen Angeklagte, die als Kriegsverbrecher der Kategorie B oder C (BC級戦犯) eingestuft wurden. Den Angeklagten wurden auf Staatskosten amerikanische Anwälte beigegeben. Sie durften außerdem japanische Anwälte ihres Vertrauens zuziehen. Detaillierte Übersetzungen der Vorwürfe gegen sie wurden den Angeklagten rechtzeitig vor Prozessbeginn zur Verfügung gestellt.
Es gab nicht, wie in Deutschland, Anklagen wegen Zugehörigkeit zu einer verbrecherischen Organisation, da vom IMTFE keine als solche definiert worden war. Die Zahl der verurteilten Kriegsverbrecher im fernen Osten war deutlich geringer als in Deutschland. Nicht weil weniger Grausamkeiten begangen wurden, sondern weil es vielen Schuldigen gelang, in der Übergangsphase zwischen Waffenstillstand am 15. August und der nach der Kapitulation am 2. September beginnenden Besatzungszeit Beweismittel zu vernichten oder unterzutauchen.

## Prozesse
Bis Ende 1945 war eine Liste mit etwa 2.000 Verdächtigen zusammengetragen worden. Es zeigte sich bald, dass die Menge der Verfahren nur durch Massenverhandlungen zu bewältigen war. In der Regel wurde gegen 3–12 Angeklagte, denen Gleichartiges vorgeworfen wurde, oder gegen die gleiche Beweismittel vorlagen, verhandelt. Der Prozess mit den meisten Angeklagten wurde gegen 46 Personen geführt, von denen 41 für ihre Beteiligung am Tod von drei Fliegern zum Tode verurteilt wurden. 28 dieser Todesurteile wurden umgewandelt.
Die Prozesse, ab Februar 1946, wurden nach Art der angeklagten Verbrechen in sieben Kategorien unterteilt:
- Verantwortung für die Misshandlung Kriegsgefangener (POW Command Responsibility Trials)
- Zustände in Gefangenenlagern (POW camp Trials)
- Zeremonielle Morde (Trials for Ceremonial Murders)
- Gräuel gegen fliegendes Personal (Airman Atrocity Cases)
- Verweigerte faire Prozesse (Denial of Fair Trial)
- Racheakte (Trials for Acts of Revenge)
- Medizinische Experimente an Kriegsgefangenen (Trials for medical Experiments on POWs)

Prinzipiell nicht anerkannt wurde die Verteidigung, „auf höheren Befehl“ gehandelt zu haben, sie konnte jedoch als mildernder Umstand Berücksichtigung finden.
Die Verhandlungen endeten im Oktober 1949. In 319 Verfahren waren 996 Personen angeklagt worden, davon wurden 854 (85,7 %) für schuldig befunden. Die Todesstrafe wurde 124-mal ausgesprochen (14,5 % der Verurteilten), vollstreckt wurden 51. In drei Fällen wurden diese aufgehoben und die Angeklagten freigesprochen. In zwei Fällen kam es nach Neuverhandlung zu Haftstrafen.
Im Verfahren gegen Admiral Toyoda Soemu wurde offensichtlich, dass dieser und nicht der 1945 in Manila verurteilte General Yamashita für die Untaten der Marineeinheiten verantwortlich war.

### Verantwortung für die Misshandlung Kriegsgefangener
Bei diesen Prozessen ging es meist darum zu zeigen, dass es Lagerkommandanten unterlassen hatten, Misshandlungen ihrer Untergebenen, von denen sie wussten, zu unterbinden. Angeklagte verteidigten sich oft damit, dass sie Gefangene nicht misshandelt hätten, sondern sie nur – wie das in Japan üblich ist – etwas geschlagen hätten. So z. B. Major Rikitake Yaichi, Kommandant des Lagers Nr. 3 in Kokura. Die Urteile waren in der Regel hart, 15 Jahre für Rikitake, auch oft lebenslänglich, wie für Sakaba Kaname und Suzuki Kinji.
Der Prozess um die 1.300 Toten auf dem „Höllenschiff“ Oryoku Maru endete mit Todesurteilen gegen den Kommandeur der Wachmannschaft Toshino Jusaburo und seinen Dolmetscher und Stellvertreter Wada Shusuke. Die restliche Wachmannschaft erhielt langjährige Haftstrafen, wohingegen der Kapitän freigesprochen wurde, da er keine Möglichkeit hatte, die Verbrechen zu verhindern.
Einer der größten Prozesse war die Verhandlung gegen 22 Angeklagte (davon 20 für schuldig befunden), die im Gefangenenlager von Narumi gewütet hatten. Die Strafen reichten von einem bis 30 Jahren Zwangsarbeit.
Kurios war der Fall des in den USA geborenen Kawakita Tomoya, der in einem Bergwerk bei Ōsaka Kriegsgefangene misshandelt hat. Vor dem Militärtribunal legte er im Mai 1948 erfolgreich dar, dass er als amerikanischer Bürger nicht der Jurisdiktion des Gerichts unterliege. Er wurde daraufhin nach Los Angeles gebracht, wo er wegen Verrats zum Tode verurteilt und gehängt wurde.

### Verweigerte faire Prozesse
Hierbei ging es meist um Todesurteile gegenüber abgeschossenen Bomberpiloten, die als Kriegsverbrecher hingerichtet wurden. Die Verfahren ähnelten den Kriegsverbrecherprozessen von Shanghai (Doolittle Airmen Trials). So wurde z. B. Major Itō Notuo (und drei andere) verurteilt, weil er dem Dolmetscher Anweisungen gegeben hatte, wie er die Aussagen der 11 abgeschossenen Flieger, die keinen Beistand erhielten, falsch wiederzugeben habe. Das Todesurteil gegen Itō wurde umgewandelt, seine drei Mitangeklagten erhielten 20 bzw. 15 Jahre Haft.

### Gräuel gegen fliegendes Personal
Japan hatte ex post facto nach dem ersten Bombenangriff ein Gesetz erlassen, das vorsah, abgeschossene Flieger nicht als Kriegsgefangene, sondern als Mörder von Frauen und Kindern zu behandeln. Sie galten, wenn sie nicht nach ihrem Abschuss von der Bevölkerung erschlagen wurden, nach ihrer Gefangennahme als Sondergefangene und wurden der Aufsicht der Militärpolizei (Kempeitai) unterstellt. Diese Gefangenen erhielten halbe Rationen, keinerlei medizinische Versorgung und wurden auf engstem Raum, oft gefesselt und ohne Waschgelegenheit monatelang im Dunklen gehalten. Regelmäßige Prügel waren üblich, viele starben an ihren Wunden oder verhungerten.
Im fünf Monate dauernden Verfahren gegen die Mannschaft des Kempeitai-Hauptquartiers in Ōsaka, denen die Tötung von 55 Fliegern vorgeworfen wurde, gab es gegen 27 Angeklagte 15 Schuldsprüche, die von einem Jahr bis lebenslänglich reichten. Darunter war auch der Oberkommandierende der Kempeitai. Ihre Kollegen aus dem Tokioter Hauptquartier wurden zu ähnlichen Strafen verurteilt. Fast alle Verurteilten kamen bald nach dem Abschluss des Friedensvertrags frei.

### Racheakte
Im Jahre 1942 waren fünf Amerikaner – Kriegsgefangene auf dem Weg nach Japan – unter 1.200 Mann an Bord der Nitta Maru ausgewählt worden, um dafür geköpft zu werden, dass sie und ihre Kameraden so viele Japaner bei der Eroberung von Wake getötet hatten. Die fünf angeklagten Vollstrecker erhielten lebenslänglich.

### Medizinische Experimente
Dreißig ehemalige Soldaten und Angehörige der medizinischen Fakultät der Universität Kyūshū (Fukuoka) wurden angeklagt, 8 bis 12 abgeschossene Flieger verstümmelt und seziert zu haben.
Die Verbrechen der Einheit 731 wurden nicht in Yokohama, sondern falls überhaupt, in China verhandelt. Eine der wenigen angeklagten Frauen war die Krankenschwester Tsutui Shigeko.

### Revision
Sämtliche Prozessberichte wurden zu juristischen Prüfungen einer Dienststelle mit fachlichen Gutachtern vorgelegt, von denen etwa die Hälfte zivile Anwälte waren. Dadurch sollte sichergestellt werden, dass keine Verfahrensfehler, die einen Angeklagten benachteiligten, vorgekommen waren. Ein entsprechender Bericht und Empfehlungen gingen an den „staff advocate general.“ Nach dessen erneuter Prüfung ging sein Bericht an den Kommandeur der einberufenden Autorität. Dieser durfte das Urteil beliebig ändern, jedoch nicht verschärfen. Gegebenenfalls konnte er eine neue Verhandlung anordnen. Jedes Todesurteil musste von General Douglas MacArthur bestätigt werden.